# Older (album de Yael Naim)
Pour les articles homonymes, voir Older (album de George Michael).
Albums de Yael Naim
She Was a Boy
(2010)
Older est le quatrième album studio de Yael Naim, sorti le 16 mars 2015 sur le label Tôt ou tard.
Yael Naim a ensuite sorti une version alternative du titre I Walk Until, en duo avec Camille.
Older Revisited est disponible en téléchargement le 8 janvier 2016. Ce sont de nouvelles versions avec des invités et des remixes.
Une édition deluxe 2 CD Older + Older Revisited parait le 12 février 2016.

## Liste des titres
| Older | Older            | Older | Older | Older | Older | Older | Older | Older | Older |
| No    | Titre            | Durée |       |       |       |       |       |       |       |
| ----- | ---------------- | ----- | ----- | ----- | ----- | ----- | ----- | ----- | ----- |
| 1.    | I Walk Until     | 3:01  |       |       |       |       |       |       |       |
| 2.    | Make a child     | 3:25  |       |       |       |       |       |       |       |
| 3.    | Dream in my head | 4:34  |       |       |       |       |       |       |       |
| 4.    | Coward           | 4:28  |       |       |       |       |       |       |       |
| 5.    | Trapped          | 3:34  |       |       |       |       |       |       |       |
| 6.    | Ima              | 3:13  |       |       |       |       |       |       |       |
| 7.    | She said         | 3:43  |       |       |       |       |       |       |       |
| 8.    | Walk walk        | 2:36  |       |       |       |       |       |       |       |
| 9.    | Take me down     | 3:14  |       |       |       |       |       |       |       |
| 10.   | Older            | 3:18  |       |       |       |       |       |       |       |
| 11.   | Meme iren song   | 3:05  |       |       |       |       |       |       |       |
| 38:11 |                  |       |       |       |       |       |       |       |       |

| Older Revisited | Older Revisited                                    | Older Revisited | Older Revisited | Older Revisited | Older Revisited | Older Revisited | Older Revisited | Older Revisited | Older Revisited |
| No              | Titre                                              | Durée           |                 |                 |                 |                 |                 |                 |                 |
| --------------- | -------------------------------------------------- | --------------- | --------------- | --------------- | --------------- | --------------- | --------------- | --------------- | --------------- |
| 1.              | I walk until (with Camille [David Donatien Remix]) | 3:06            |                 |                 |                 |                 |                 |                 |                 |
| 2.              | I walk until (Circle Square Remix)                 | 2:25            |                 |                 |                 |                 |                 |                 |                 |
| 3.              | Walk walk (20syl Remix)                            | 2:56            |                 |                 |                 |                 |                 |                 |                 |
| 4.              | Take me down (Rag and Bones Remix)                 | 5:07            |                 |                 |                 |                 |                 |                 |                 |
| 5.              | Coward (Rone Remix)                                | 6:25            |                 |                 |                 |                 |                 |                 |                 |
| 6.              | Coward (with Brad Mehldau)                         | 5:49            |                 |                 |                 |                 |                 |                 |                 |
| 7.              | Trapped (with Quatuor Debussy)                     | 3:43            |                 |                 |                 |                 |                 |                 |                 |
| 8.              | Older (with Flo Morrissey [Jim Henderson Remix])   | 3:16            |                 |                 |                 |                 |                 |                 |                 |
| 9.              | Coward (with Metropole Orkest)                     | 6:24            |                 |                 |                 |                 |                 |                 |                 |
| 10.             | Coward (Thylacine Remix)                           | 4:03            |                 |                 |                 |                 |                 |                 |                 |
| 11.             | Make a child (General Elektriks Remix)             | 3:26            |                 |                 |                 |                 |                 |                 |                 |
| 12.             | I walk until (Arandel Remix)                       | 5:52            |                 |                 |                 |                 |                 |                 |                 |
| 13.             | If you could see (Live Version)                    | 5:03            |                 |                 |                 |                 |                 |                 |                 |
| 57:35           |                                                    |                 |                 |                 |                 |                 |                 |                 |                 |

## Réception
Télérama donne la note maximale à cet album qui est « d'une élégance racée, un chapelet de pépites peaufinées, patinées » où Yael Naim « ne vieillit pas seulement. Elle grandit ».
Les Inrocks qualifie l'album d'« émouvant et forcément personnel (...) porté par un souffle juvénile ». En particulier Make a Child « mérite une petite palme ».
Radio France internationale constate que « malgré les leçons de la vie, Older préserve l'alchimie d'un univers onirique et qu'il devrait confirmer le succès d'une fille charmante ».

## Classement hebdomadaire
| Classement (2015)            | Meilleure position |
| ---------------------------- | ------------------ |
| Belgique (Wallonie Ultratop) | 22                 |
| France (SNEP)                | 12                 |